# Verband deutscher Unternehmerinnen
Der Verband der Unternehmerinnen in Deutschland e. V. (VdU) vertritt seit 1954 als Wirtschaftsverband branchenübergreifend die Interessen von Unternehmerinnen in Politik und Gesellschaft. Seit über 70 Jahren setzt sich der VdU für mehr weibliches Unternehmertum, mehr Frauen in Führungspositionen und bessere Bedingungen für Frauen in der Wirtschaft ein. In besonderem Maße zeichnet den VdU die Verbindung von unternehmerischer Interessenvertretung und gleichstellungspolitischer Lobby aus. Sitz der Geschäftsstelle ist Berlin.

## Geschichte
Der VdU wurde 1954 von der Stahlunternehmerin Käte Ahlmann gemeinsam mit 30 weiteren Unternehmerinnen zunächst als Vereinigung von Unternehmerinnen (VvU) in Köln gegründet. Als Vorbild dienten dabei französische Unternehmerinnen, die sich acht Jahre zuvor zu einer eigenen Interessenvertretung zusammengeschlossen hatten. Anerkennung für die ökonomische Leistung der Unternehmerinnen und ihren Beitrag zum Wohlstand in Deutschland sichtbar zu machen sowie die gleichberechtigte Teilhabe von Frauen und Männern an Führungspositionen der deutschen Wirtschaft waren Kernziele der VvU-Gründerinnen, die den Verband bis heute leiten. 1991 erfolgte im Zuge der Wiedervereinigung Deutschlands die Umbenennung in Verband deutscher Unternehmerinnen e. V. Darüber hinaus wurde das Engagement im Zuge der Wiedervereinigung auch auf die neuen Bundesländer ausgedehnt.
Neben der Stärkung der Akzeptanz, Gleichstellung und öffentlichen Wahrnehmung der Frau als Unternehmerin in der Wirtschaft und Gesellschaft fördert der VdU auch den Erfahrungsaustausch zwischen Unternehmerinnen und Existenzgründerinnen. Ein zentrales Anliegen des VdU ist es, erfolgreiche Unternehmerinnen als Vorbilder sichtbarer zu machen und sie mit jungen Unternehmerinnen, die am Beginn ihrer unternehmerischen Tätigkeit stehen, zu vernetzen. 2001 gründeten Unternehmerinnen des VdU deshalb die Käte Ahlmann Stiftung mit dem Ziel, junge Unternehmerinnen individuell und über einen längeren Zeitraum zu begleiten und zu fördern. Die Stiftung bietet ein Mentoringprogramm für Unternehmerinnen nach der Gründungs- und in der Existenzsicherungs- und Wachstumsphase im Rahmen des deutschlandweiten TWIN-TwoWomenWin-Konzeptes an.

## Positionen und Forderungen
Die Vertretung der Interessen von unternehmerisch tätigen Frauen in der Politik ist seit seiner Gründung ein Anliegen des VdU. Dabei stehen Themen zur Wirtschaftspolitik, Gleichstellung, MINT & Bildung, internationale Beziehungen, Unternehmensnachfolge, Frauen in Führungspositionen in Unternehmen, Investorinnen sowie Kapitalzugang für Gründerinnen und Unternehmerinnen auf der Agenda des VdU.
Regelmäßig befragt der VdU seine rund 1.800 Mitglieder zu aktuellen Themen, um ein Bild von den Entwicklungen in ihren Unternehmen zu erhalten, ihre Herausforderungen als Unternehmerinnen und Arbeitgeberinnen zu kennen und ihre Einschätzungen zu regulatorischen Vorhaben zu erhalten. Aus diesen Erkenntnissen, erarbeitet der VdU aktuell relevante Positionen und Forderungen an die Politik.
Aktuelle Positionspapiere des VdU zur Stärkung von Frauen in der Wirtschaft fokussieren sich u. a. auf den Arbeitsmarkt, Bürokratieabbau, Digitalisierung, Energie & Kima, Infrastruktur, Steuern & Finanzen, Vereinbarkeit sowie Fach- und Arbeitskräftemangel.

## Die Kommissionen im VdU
Die Kommissionen des VdU ermöglichen Unternehmerinnen die inhaltliche Mitwirkung an zentralen Themen des VdU und unterstützen durch ihre thematische Expertise und ihre Aktivitäten den Bundesvorstand bei der Bildung von Positionen.
- VdU-Wirtschaftskommission: Erarbeitung von wirtschafts- und arbeitspolitischen Positionen für den VdU
- VdU-MINT-Kommission: Förderung von Frauen in MINT-Berufen und Stärkung von Frauen in Führungspositionen ein
- VdU-Internationale Kommission: Vertritt den VdU auf internationaler Ebene und pflegt dabei den Dialog, Kontakte und Freundschaften in der ganzen Welt

## Organisation und Führung
Der Bundesvorstand vertritt den Verband nach außen und nimmt insbesondere die Interessen der Mitglieder in der Öffentlichkeit wahr. Organisatorisch ist der VdU in 15 Landesverbände gegliedert. Mit großem ehrenamtlichen Engagement gestalten die Unternehmerinnen die Gremien- und Kommissionsarbeit sowie das Netzwerk vor Ort in den Landesverbänden und noch mehr Regionalgruppen. 
Seit Oktober 2020 ist Evelyne de Gruyter Geschäftsführerin des VdU.
Im Mai 2024 wurde die Unternehmerin Christina Diem-Puello, Gründerin und Geschäftsführerin DD Deutsche Dienstrad GmbH, zur neuen Verbandspräsidentin gewählt.
Seit 2025 trägt der Verband mit Verband der Unternehmerinnen in Deutschland e. V. (VdU) einen neuen Namen (vormals Verband deutscher Unternehmerinnen).

## Aktivitäten und Veranstaltungen
Der Wirtschaftsverband wird getragen von den persönlichen Kontakten zwischen Unternehmerinnen. Der VdU ist ein Zusammenschluss von Unternehmerinnen, die für freies und vielfältiges Unternehmertum, die marktwirtschaftliche Ordnung und nachhaltiges Wirtschaften eintreten.
Bei regionalen und bundesweiten Veranstaltungen nutzen die Mitglieder des VdU die Gelegenheit, sich persönlich zu begegnen, sich miteinander auszutauschen, sich auf neue unternehmerische Ideen zu bringen und das eigene Businessnetzwerk mit branchenübergreifenden Kontakten zu erweitern. Neben Veranstaltungen vor Ort ergänzen auch bundesweite und digitale Formate das Angebot des VdU.
Im Gesprächsformat VdU Tea Time bringt der Verband seit 2013 regelmäßig hochkarätige Politiker*innen und Unternehmerinnen zu einem Austausch über aktuelle politische Themen bei einer englischen Tea Time zusammen. 